# Parma Associazione Sportiva 1964-1965
Questa pagina raccoglie le informazioni riguardanti il Parma Associazione Sportiva nelle competizioni ufficiali della stagione 1964-1965.

## Stagione
Nella stagione 1964-1965 il Parma disputa il campionato di Serie B, con 23 punti in 38 partite si piazza in ultima posizione della classifica e retrocede in Serie C con la Triestina che ha raccolto 28 punti ed il Bari con 33 punti. Salgono in Serie A il Brescia che vince il torneo con 49 punti, il Napoli con 48 punti e la Spal con 47 punti.
Dopo undici consecutive stagioni si conclude la parentesi cadetta dell'A.S. Parma, che vedrà profilarsi alcuni anni bui. La squadra è parsa indebolita dalle cessioni di Mario Zurlini al Napoli e Dario Cavallito alla Spal, non adeguatamente sostituiti. Ben presto i nodi vengono al pettine e anche l'esonero del tecnico Bruno Dazzi sostituito con Bruno Arcari non sortisce alcun effetto. La squadra ducale chiude all'ultimo posto, ammainando bandiera con diverse giornate ancora da disputare. Anche in Coppa Italia i crociati fanno solo passerella, subito estromessi dal torneo dalla Sampdoria. Un dato eloquente sono le tre reti con le quali Dimitri Pinti e Giovanni Meregalli risultano i migliori realizzatori di una stagione penosa, male iniziata e peggio finita con il peggior attacco 23 reti, e la peggior difesa del torneo cadetto con 54 reti subite..

## Rosa
| N. |                   | Ruolo | Calciatore          |
| -- | ----------------- | ----- | ------------------- |
| -  | Italia (bandiera) | A     | Pietro Baisi        |
| -  | Italia (bandiera) | C     | Bruno Bruschettini  |
| -  | Italia (bandiera) | C     | Giuseppe Calzolari  |
| -  | Italia (bandiera) | A     | Luigi Capelli       |
| -  | Italia (bandiera) | D     | Antonio Cervi       |
| -  | Italia (bandiera) | A     | Luigi Donelli       |
| -  | Italia (bandiera) | C     | Mario Ferraguti     |
| -  | Italia (bandiera) | A     | Francesco Ferrarini |
| -  | Italia (bandiera) | D     | Gianpaolo Fontana   |
| -  | Italia (bandiera) | D     | Giuseppe Grulla     |
| -  | Italia (bandiera) | P     | Enzo Magnanini      |
| -  | Italia (bandiera) | A     | Giuseppe Mattei     |

| N. |                   | Ruolo | Calciatore           |
| -- | ----------------- | ----- | -------------------- |
| -  | Italia (bandiera) | A     | Giovanni Meregalli   |
| -  | Italia (bandiera) | C     | Giovanni Paggi       |
| -  | Italia (bandiera) | A     | Antonio Pellegrini   |
| -  | Italia (bandiera) | A     | Dimitri Pinti        |
| -  | Italia (bandiera) | C     | Ermes Polli          |
| -  | Italia (bandiera) | C     | Carlo Rancati        |
| -  | Italia (bandiera) | D     | Rosario Rivellino    |
| -  | Italia (bandiera) | C     | Renzo Sassi          |
| -  | Italia (bandiera) | D     | Aldo Silvagna        |
| -  | Italia (bandiera) | P     | Gianni Uccelli       |
| -  | Italia (bandiera) | D     | Giancarlo Versolatto |
| -  | Italia (bandiera) | C     | Roberto Zurlini      |

## Risultati

### Serie B

#### Girone di andata
| Arbitro: | Laureti (Rimini) |

|           |           |                       |
| Pinti 62’ | Marcatori | 20’ De Paoli 33’ Lodi |

| Arbitro: | Motta (Monza) |

|            |           |           |
| Guizzo 63’ | Marcatori | 25’ Baisi |

| Arbitro: | Marengo (Chiavari) |

|  |           |           |
|  | Marcatori | 42’ Troja |

| Arbitro: | Ferrari (Milano) |

|               |           |  |
| Meregalli 59’ | Marcatori |  |

| Arbitro: | Acernese (Roma) |

|              |           |  |
| De Nardi 35’ | Marcatori |  |

| Arbitro: | Pieroni (Roma) |

|                                 |           |  |
| Bazzarini 40’, 71’ Lombardo 88’ | Marcatori |  |

| Arbitro: | Barolo (Bassano del Grappa) |

|                 |           |                  |
| Bruschettini 3’ | Marcatori | 18’, 29’ Novelli |

| Arbitro: | Orlando (Bergamo) |

|                                       |           |  |
| Conti 15’ De Robertis 62’ Merighi 73’ | Marcatori |  |

| Arbitro: | Piantoni (Terni) |

|  |           |               |
|  | Marcatori | 20’ Marchioro |

| Arbitro: | Marchiori (Padova) |

|                            |           |  |
| Manganotto 35’ Taccola 83’ | Marcatori |  |

| Arbitro: | Politano (Cuneo) |

|                                          |           |  |
| Silvagna 17’ Meregalli 48’ Calzolari 57’ | Marcatori |  |

| Arbitro: | Schinetti (Brescia) |

|             |           |  |
| Gentili 19’ | Marcatori |  |

| Padova 13 dicembre 1964 13ª giornata | Padova            | 0 – 0 | Parma | Stadio Silvio Appiani\| Arbitro: \| Palazzo (Palermo) \| |
| Arbitro:                             | Palazzo (Palermo) |       |       |                                                          |

| Arbitro: | Pieroni (Roma) |

|                         |           |            |
| Pinti 30’ Meregalli 82’ | Marcatori | 90’ Oldani |

| Arbitro: | Camozzi (Ascoli Piceno) |

|                               |           |  |
| Galbiati 49’ Clerici 66’, 76’ | Marcatori |  |

| Arbitro: | Cirone (Palermo) |

|                |           |                 |
| Versolatto 70’ | Marcatori | 59’, 69’ Duvina |

| Arbitro: | Schinetti (Brescia) |

|                     |           |                        |
| Polli 61’ Baisi 70’ | Marcatori | 13’, 65’ S. Bercellino |

| Arbitro: | Di Tonno (Lecce) |

|                                                 |           |  |
| Mainardi 39’ Rivellino 44’ (aut.) Torriglia 83’ | Marcatori |  |

| Arbitro: | Palazzo (Palermo) |

|                        |           |  |
| Fanello 21’ Tacchi 78’ | Marcatori |  |

#### Girone di ritorno
| Arbitro: | Frullini (Firenze) |

|                          |           |          |
| Bianchi 74’ De Paoli 85’ | Marcatori | 5’ Pinti |

| Parma 14 febbraio 1965 21ª giornata | Parma              | 0 – 0 | Venezia | Stadio Ennio Tardini\| Arbitro: \| Sebastio (Taranto) \| |
| Arbitro:                            | Sebastio (Taranto) |       |         |                                                          |

| Arbitro: | Schinetti (Brescia) |

|                 |           |  |
| Postiglione 65’ | Marcatori |  |

| Arbitro: | Orlando (Bergamo) |

|  |           |           |
|  | Marcatori | 66’ Paggi |

| Arbitro: | Marchiori (Padova) |

|                                                 |           |                                 |
| Pellegrini 25’ Rancati 43’ Calzolari 83’ (rig.) | Marcatori | 66’ (rig.) Baccari 78’ Fernando |

| Arbitro: | Politano (Cuneo) |

|  |           |             |
|  | Marcatori | 72’ Barbato |

| Arbitro: | Nobilia (Roma) |

|             |           |  |
| Bagnoli 54’ | Marcatori |  |

| Arbitro: | Orlando (Bergamo) |

|             |           |                |
| Rancati 34’ | Marcatori | 53’ Venturelli |

| Arbitro: | Bigi (Padova) |

|                                       |           |  |
| Vanini 8’ Gasparini 52’ Marchioro 77’ | Marcatori |  |

| Arbitro: | Gonella (Torino) |

|                  |           |             |
| Bruschettini 63’ | Marcatori | 74’ Cristin |

| Reggio Emilia 25 aprile 1965 30ª giornata | Reggiana      | 0 – 0 | Parma | Stadio Mirabello\| Arbitro: \| Motta (Monza) \| |
| Arbitro:                                  | Motta (Monza) |       |       |                                                 |

| Arbitro: | Marengo (Chiavari) |

|                          |           |             |
| Mattei 12’ Ferraguti 84’ | Marcatori | 57’ Orlando |

| Arbitro: | Sebastio (Taranto) |

|             |           |  |
| Zurlini 22’ | Marcatori |  |

| Arbitro: | Cirone (Palermo) |

|                                    |           |  |
| Oldani 23’ Soncini 42’ Bettini 45’ | Marcatori |  |

| Parma 23 maggio 1965 34ª giornata | Parma          | 0 – 0 | Lecco | Stadio Ennio Tardini\| Arbitro: \| Rancher (Roma) \| |
| Arbitro:                          | Rancher (Roma) |       |       |                                                      |

| Busto Arsizio 30 maggio 1965 35ª giornata | Pro Patria       | 0 – 0 | Parma | Stadio Comunale\| Arbitro: \| Piantoni (Terni) \| |
| Arbitro:                                  | Piantoni (Terni) |       |       |                                                   |

| Arbitro: | Marengo (Chiavari) |

|                           |           |  |
| Boninsegna 34’ Canuti 63’ | Marcatori |  |

| Arbitro: | Francescon (Padova) |

|  |           |                                    |
|  | Marcatori | 23’, 55’ Giampaglia 86’ Mascalaito |

| Arbitro: | De Marchi (Pordenone) |

|             |           |                        |
| Zurlini 79’ | Marcatori | 49’, 71’ Cané 50’ Bean |

### Coppa Italia
| Arbitro: | Cirone (Palermo) |

|               |           |                                     |
| Ferraguti 27’ | Marcatori | 65’ Pienti 70’ Sormani 85’ Lojacono |

## Statistiche

### Statistiche di squadra
| Competizione | Punti | In casa | In casa | In casa | In casa | In casa | In casa | In trasferta | In trasferta | In trasferta | In trasferta | In trasferta | In trasferta | Totale | Totale | Totale | Totale | Totale | Totale | DR  |
| Competizione | Punti | G       | V       | N       | P       | Gf      | Gs      | G            | V            | N            | P            | Gf           | Gs           | G      | V      | N      | P      | Gf     | Gs     | DR  |
| ------------ | ----- | ------- | ------- | ------- | ------- | ------- | ------- | ------------ | ------------ | ------------ | ------------ | ------------ | ------------ | ------ | ------ | ------ | ------ | ------ | ------ | --- |
| Serie B      | 23    | 19      | 6       | 5       | 8       | 20      | 23      | 19           | 1            | 4            | 14           | 3            | 31           | 38     | 7      | 9      | 22     | 23     | 54     | -31 |
| Coppa Italia |       | 1       | 0       | 0       | 1       | 1       | 3       | 0            | 0            | 0            | 0            | 0            | 0            | 1      | 0      | 0      | 1      | 1      | 3      | -2  |
| Totale       |       | 20      | 6       | 5       | 9       | 21      | 26      | 19           | 1            | 4            | 14           | 3            | 31           | 39     | 7      | 9      | 23     | 24     | 57     | -33 |

### Statistiche dei giocatori
| Giocatore       | Serie B  | Serie B | Coppa Italia | Coppa Italia | Totale   | Totale |
| Giocatore       | Presenze | Reti    | Presenze     | Reti         | Presenze | Reti   |
| --------------- | -------- | ------- | ------------ | ------------ | -------- | ------ |
| P. Baisi        | 17       | 2       | 1            | 0            | 18       | 2      |
| B. Bruschettini | 13       | 2       | -            | -            | 13       | 2      |
| G. Calzolari    | 14       | 2       | -            | -            | 14       | 2      |
| L. Capelli      | 1        | 0       | -            | -            | 1        | 0      |
| A. Cervi        | 6        | 0       | -            | -            | 6        | 0      |
| L. Donelli      | 5        | 0       | -            | -            | 5        | 0      |
| M. Ferraguti    | 19       | 1       | 1            | 1            | 20       | 2      |
| F. Ferrarini    | 20       | 0       | 1            | 0            | 21       | 0      |
| G. Fontana      | 32       | 0       | 1            | 0            | 33       | 0      |
| G. Grulla       | 5        | 0       | -            | -            | 5        | 0      |
| E. Magnanini    | 27       | -36     | 1            | -3           | 28       | -39    |
| G. Mattei       | 5        | 1       | -            | -            | 5        | 1      |
| G. Meregalli    | 32       | 3       | 1            | 0            | 33       | 3      |
| G. Paggi        | 16       | 1       | -            | -            | 16       | 1      |
| A. Pellegrini   | 7        | 1       | -            | -            | 7        | 1      |
| D. Pinti        | 28       | 3       | -            | -            | 28       | 3      |
| E. Polli        | 24       | 1       | 1            | 0            | 25       | 1      |
| C. Rancati      | 27       | 2       | 1            | 0            | 28       | 2      |
| R. Rivellino    | 29       | 0       | -            | -            | 29       | 0      |
| R. Sassi        | 6        | 0       | -            | -            | 6        | 0      |
| A. Silvagna     | 27       | 1       | 1            | 0            | 28       | 1      |
| G. Uccelli      | 11       | -18     | -            | -            | 11       | -18    |
| G. Versolatto   | 33       | 1       | 1            | 0            | 34       | 1      |
| R. Zurlini      | 14       | 2       | 1            | 0            | 15       | 2      |